# Young and Beautiful (film)

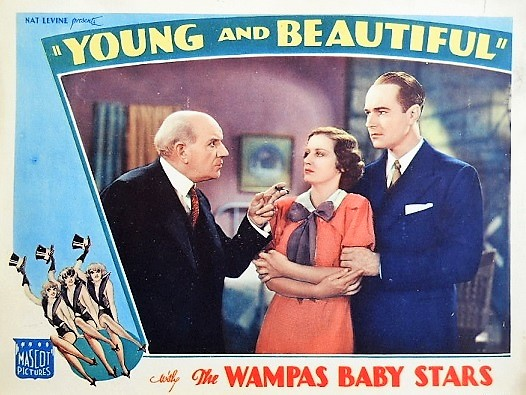
Affiche du film

Pour l’article homonyme, voir Young and Beautiful.
Young and Beautiful est un film américain réalisé par Joseph Santley, sorti en 1934.

## Synopsis
L'agent de presse de Superba Pictures, Bob Preston, convainc son patron, Herman Cline, de signer un contrat avec sa petite amie, June Dale, une actrice débutante. June est lancée dans le monde  du cinéma, et subit la pression intense des soirées hollywoodiennes qui la fait aspirer aux joies simples d'une vie conjugale tranquille. Lorsqu'elle commence à soupçonner que Bob est plus intéressé par le vedettariat que par l'amour, elle se dispute avec lui et sort avec un riche admirateur, Gordon Douglas. Bob, repérant June avec Gordon, provoque une bagarre avec son rival.

## Fiche technique
- Réalisation : Joseph Santley
- Scénario : Dore Schary, d'après une histoire de Joseph Santley et Milton Crims
- Producteur : Nat Levine
- Production : Mascot Pictures
- Genre : Comédie romantique, film musical[1]
- Durée : 63 ou 68 minutes
- Date de sortie :
  - États-Unis : 17 septembre 1934

## Distribution
- William Haines : Robert Preston
- Judith Allen : June Dale
- Joseph Cawthorn : Herman Cline
- John Miljan : Gordon Douglas
- Ted Fio Rito : lui-même
- James Bush : Dick
- Vince Barnett : Sammy
- Warren Hymer : le champion

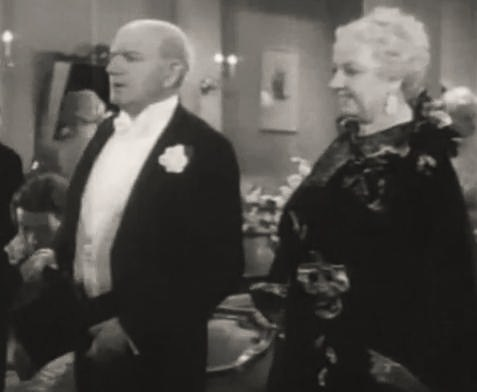
Joseph Cawthorn et Greta Meyer dans une scène du film.

- Franklin Pangborn : Radio announcer
- James P. Burtis : Farrell
- Syd Saylor : Hansen
- Greta Meyer : Mrs. Cline
- Fred Kelsey : Hennessy
- Andre Beranger : Henry Briand
- Ray Mayer : Songwriter

Les WAMPAS Baby Stars:
- Judith Arlen
- Betty Bryson
- Jean Carmen
- Dorothy Drake
- Jean Gale
- Hazel Hayes
- Ann Hovey
- Neoma Judge
- Lucille Lund
- Lu Anne Meredith
- Katherine Williams